# Netflix & Chill

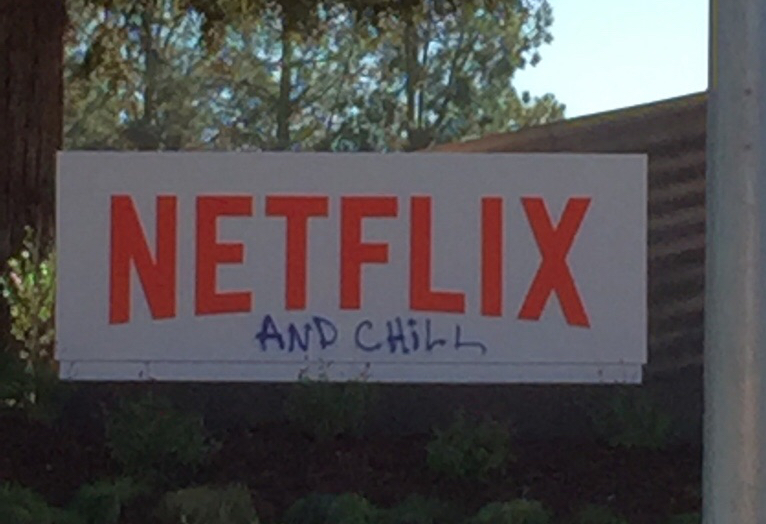
Het bord bij het hoofdkwartier van de firma Netflix in Los Gatos in Californië werd in 2015 al van graffiti met deze term voorzien.

Netflix & Chill is een uit het Engels afkomstige slanguitdrukking die gebruikt kan worden om iemand uit te nodigen om thuis Netflix te kijken, maar die vaker gebruikt wordt  als eufemisme voor seks, zowel binnen een relatie alsook als booty call.

## Gebruik
De term wordt sedert 2009 in het Engelse taalgebied gebruikt, maar raakte later in meer taalgebieden gangbaar. Op de Amsterdamse stadszender AT5 werd Netflix & Chill als volgt omschreven: 

Netflix & Chill - Chillen met je partner dat na enkele minuten verandert in seksuele gemeenschap, terwijl er een film of serie van Netflix onafgekeken afspeelt op de achtergrond.

Het dubbelzinnig gebruik was niet onmiddellijk helder. Zo ontstond ophef toen grootgrutter Albert Heijn in hun maandelijkse periodiek de term gebruikte voor enkele comfort-foodrecepten en de indruk wekte niet goed op de hoogte te zijn van de inmiddels gebruikelijkere tweede betekenis.

## Emoji
In emoji, zoals in WhatsApp-berichten, is de gangbare weergave 🍿 & ❄️, waarbij de popcorn filmkijken symboliseert.